# PhysX
PhysX és un motor propietari de capa de programari intermèdia (middleware) i un kit de desenvolupament dissenyats per dur a terme càlculs físics molt complexos. Conegut anteriorment com el kit de desenvolupament de programari de NovodeX, va ser originalment dissenyat per AGEIA i després de l'adquisició d'AGEIA, el desenvolupament el fa Nvidia i l'integra als seus xip gràfics més recents.
El terme PhysX també pot referir-se a una targeta amb unitat de processament de física (PPU, per les sigles en anglès) la qual proporciona acceleració de maquinari quan és integrada en targetes gràfiques (aquestes targetes alliberen al processador de tasques pròpies del renderitzat d'imatge proporcionant més taxa de fotogrames per segon). Per tant, és important saber si s'està parlant de la part maquinari o de la programari (middleware) quan hi hagi una referència al terme PhysX atès que és font comuna de confusió.
Els motors físics de middleware permeten als desenvolupadors de videojocs abstreure's durant el desenvolupament, ja que PhysX proporciona funcions especialitzades en simulacions físiques complexes, la qual cosa dona com a resultat una alta productivitat a l'escriptura de codi.
El 20 de juliol de 2005, Sony va signar un acord amb AGEIA per utilitzar la SDK de NovodeX a la consola PlayStation 3. Això va provocar que molts desenvolupadors comencessin a crear jocs molt complexos, abans impensables, gràcies a aquesta tecnologia. AGEIA va afirmar que el PhysX era capaç de realitzar aquests processos de càlculs físics cent vegades millor que qualsevol processador creat anteriorment.

## PPU
Una Unitat de Processament de Física és un processador especialment dissenyat per dur a terme càlculs físics en un entorn 3D de videojoc. Processos com a partícules, fum o col·lisions es calculen i es desenvolupen via la PPU, en lloc de ser animacions pre-dissenyades com es feia fa uns anys.

## Especificacions
- 125 milions de transistors.
- 182 mm² de mida.
- Memòria: 128 MB GDDR3 RAM en interfície de 128 bits.
- Versions d'Asus i BFG tenen 128 MB GDDR3 RAM.
- Interfície: PCI
- Sphere : 530 milions per segon (capacitat màxima).
- Convex : 530 000 per segon (capacitat màxima).
- Ample de banda d'Instruccions (becs): 20 bilions per segon.
- Les targetes de Nvidia que suporten PhysX són les sèries GeForce 8 en endavant. També ho suporten les targetes gràfiques de portàtils des de la Sèrie 8M en endavant (En tots dos casos, sempre que tinguin almenys 32 nuclis de processament i 256 MB de memòria de vídeo dedicada).

## Llista de targetes gràfiques que suporten PhysX
| GeForce 8            | GeForce 9         | GeForce 100     | GeForce 200     | GeForce 300      | GeForce 400     | GeForce 500        | GeForce 600        | GeForce 700             | Geforce 900         | Geforce 10 sèries    |
| -------------------- | ----------------- | --------------- | --------------- | ---------------- | --------------- | ------------------ | ------------------ | ----------------------- | ------------------- | -------------------- |
| GeForce 8400 GS      | GeForce 9500 GS   | GeForce GT 120  | GeForce 210     | GeForce GT 320   | GeForce GT 430  | GeForce GT 520     | GeForce GT 610     | Geforce GT 705          | Geforce GTX 950     | Geforce GT 1030      |
| GeForce 8600 GS      | GeForce 9500 GT   | GeForce GT 130  | GeForce GT 220  | GeForce GT 330   | GeForce GT 440  | GeForce GT 530     | GeForce GT 620     | GeForce GT 710-740      | Geforce GTX 960     | Geforce GTX 1050     |
| GeForce 8600 GT      | GeForce 9600 GSO  | GeForce GTS 150 | GeForce GT 240  | GeForce GT 340   | GeForce GTS 450 | GeForce GT 545     | GeForce GT 630     | GeForce GTX 745         | Geforce GTX 970     | Geforce GTX 1050 Ti  |
| GeForce 8600 GTS     | GeForce 9600 GT   |                 | GeForce GTS 240 | GeForce GTS 360M | GeForce GTX 460 | GeForce GTX 550 Ti | GeForce GT 640     | GeForce GTX 750/750 Ti  | Geforce GTX 980     | Geforce GTX 1060     |
| GeForce 8800 GS      | GeForce 9800 GT   |                 | GeForce GTS 250 |                  | GeForce GTX 465 | GeForce GTX 560    | GeForce GTX 650 Ti | GeForce GTX 760/760 Ti  | GeForce GTX 980 Ti  | Geforce GTX 1070     |
| GeForce 8800 GT      | GeForce 9800 GTX  |                 | GeForce GTX 260 |                  | GeForce GTX 470 | GeForce GTX 560Ti  | GeForce GTX 660Ti  | Geforce GTX 770         |                     | Geforce GTX 1070 Ti  |
| GeForce 8800 GTS     | GeForce 9800 GTX+ |                 | GeForce GTX 275 |                  | GeForce GTX 480 | GeForce GTX 570    | GeForce GTX 670    | Geforce GTX 780/780 Ti  |                     | Geforce GTX 1080     |
| GeForce 8800 GTS 512 | GeForce 9800 GX2  |                 | GeForce GTX 280 |                  |                 | GeForce GTX 580    | GeForce GTX 680    | Geforce GTX Titan       | Geforce GTX Titan X | Geforce GTX 1080 Ti  |
| GeForce 8800 Ultra   |                   |                 | GeForce GTX 285 |                  |                 | GeForce GTX 590    | GeForce GTX 690    | Geforce GTX Titan Black |                     | Geforce GTX Titan X  |
|                      |                   |                 |                 |                  |                 |                    | GeForce GTX Titan  | Geforce GTX Titan Z     |                     | Geforce GTX Titan XP |

## Afiliats
- DirectX
- BFG Technologies
- Asus
- EVGA
- XFX
- Gigabyte
- MSI

## Títols suportats
AGEIA ja parla de més de cent títols que puguin aprofitar les qualitats del seu processador; aquest son alguns exemples:
| - 2 Days to Vegas - Adrenalin 2: Rush Hour - Age of Empires III - Alpha Prime - Alice: Madness Returns - APB - Assassin's Creed IV: Black Flag - Auto Assault - Backbreaker - Batman: Arkham Asylum - Batman: Arkham City - Batman: Arkham Origins - Batman: Arkham Knight - B.A.S.E. Jumping - Bet on Soldier: Blackout Saigon - Bet on Soldier: Blood of Sahara - Bet on Soldier: Blood Sport - Beowulf: The Game - Bladestorm: The Hundred Years' War - Borderlands 2 - Borderlands: The Pre-Sequel! - Brothers in Arms: Hell's Highway - Captain Blood - CellFactor: Combat Training - CellFactor: Revolution - City of Villains - Crazy Machines 2 - Cryostasis: Sleep of Reason - Dark Physics - Desert Diner - Dragonshard - Dusk 12 - Empire Above All - Empire Earth III - Entropía Universe - Fallen Earth - Fallout 4 (en el parche 1.3) - Frontlines: Fuel of War - Fury - Gears of War - Gears of War 2 - Race Driver: Grid - Gluk'Oza: Action - GooBall - Gothic 3 - Gunship Apocalypse - Hero's Journey - Hour of Victory - Huxley - Infernal - Inhabited island: Prisoner of Power - Joint Task Force - Kuma\War - Life Is Strange - Lords of the Fallen - Magic ball 3 - Mafia II - Mass Effect - Mass Effect 2 | - Medal of Honor: Airborne - Metro 2033 - Metro: Last Light - Mirror's Edge - Mobile Suit Gundam: Crossfire - Monster Madness: Battle for Suburbia - Monster Truck Maniax - Myst Online: Uru Live - Nights: Journey of Dreams - Nurien - Open Fire - Paragraph 78 - Pirates of the Burning Sea - Prince of Persia - PT Boats: Knights of the Sea - Rail Simulator - Resident Evil 5 - Red Steel - Rise of Nations: Rise of Legends - Robert Ludlum's The Bourne Conspiracy - Roboblitz - Sacred 2 - Shadowgrounds: Survivor - Sherlock Holmes: The Awakened - Showdown: Scorpion - Silverfall - Super Smash Bros Ultimate - Sovereign Symphony - Sonic and the Secret Rings - Sonic Colors - Speedball 2 - Stoked Rider: Alaska Alien - Switchball - Tensión - The Hunt - The Stalin Subway - Tom Clancy's Ghost Recon Advanced Warfighter - Tom Clancy's Ghost Recon Advanced Warfighter 2 - Tom Clancy's Rainbow Six: Vegas - Tom Clancy's Splinter Cell: Double Agent - Tortuga: Two Treasures - Trine - Turok (videojuego) - Two Worlds - Ultra Tubes - Unreal Tournament 3 - Unreal Tournament 3: Extreme Physics Mod - Valkyria Chronicles - Warfare - Warframe - Warmonger: Operation Downtown Destruction - W.E.L.L. Online - Winterheart's Guild - Wolverine Origins - WorldShift - X-Morph: Defense |